# 23 км (Оренбургская область)
23 км — разъезд (тип населённого пункта) в Соль-Илецком городском округе Оренбургской области России на территории бывшего Боевогорского сельсовета.

## География
Расположен в 5 километрах к югу от села Боевая Гора на железнодорожном участке Оренбург-Илецк на расстоянии примерно 11 километров по прямой на север-северо-запад от окружного центра города Соль-Илецк.

## Климат
Территория расположена в очень засушливой зоне. Для климата характерна континентальность — жаркое сухое лето (средняя температура самого тёплого месяца в году — июля +22 °C), холодная малоснежная зима (средняя температура января −15 °C). Среднее количество осадков за год незначительно — 300—350 мм и приходится большей частью на летние ливневые дожди. Высота снежного покрова менее 30 см.

## История
Основан посёлок железнодорожников-путейцев одновременно со строительством железной дороги в 1903—1905 годах. В 1960 году разъезд № 23 значится как разъезд Канисай. Номер разъезда (№ 23) соответствует расстоянию от ст. Илецк-1 (главной станции данной дистанции пути.

## Население
| 2010 |
| ---- |
| 25   |

Постоянное население составляло 17 человек в 2002 году (русские 76 %), 25 человек в 2010 году.

## Инфраструктура
Путевое хозяйство. Действует остановочный пункт 23 км.

## Транспорт
Автомобильный и железнодорожный транспорт.